# 利阿賀拿
利阿賀拿（英語：Liahona）是耶穌基督後期聖徒教會的官方雜誌，在摩爾門經有提到利阿賀拿，是照著信心、努力和留意的程度而運作的。摩爾門經尼腓一書16:28，現在後期聖徒教會用利阿賀拿來代表給予我們幫助的一本書。